# Antal Dunai
Antal Dunai, född den 21 mars 1943 i Gara, Ungern, är en ungersk fotbollsspelare som ingick i det ungerska lag som tog OS-guld i fotbollsturneringen vid de olympiska sommarspelen 1968 i Mexico City. Vid de olympiska sommarspelen 1972 i München blev det OS-silver i fotbollsturneringen.